# Bell 427
Il Bell 427 è un elicottero leggero biturbina con rotore quadripala, sviluppato dalla Bell Helicopter Textron in cooperazione con la Samsung Aerospace Industries.

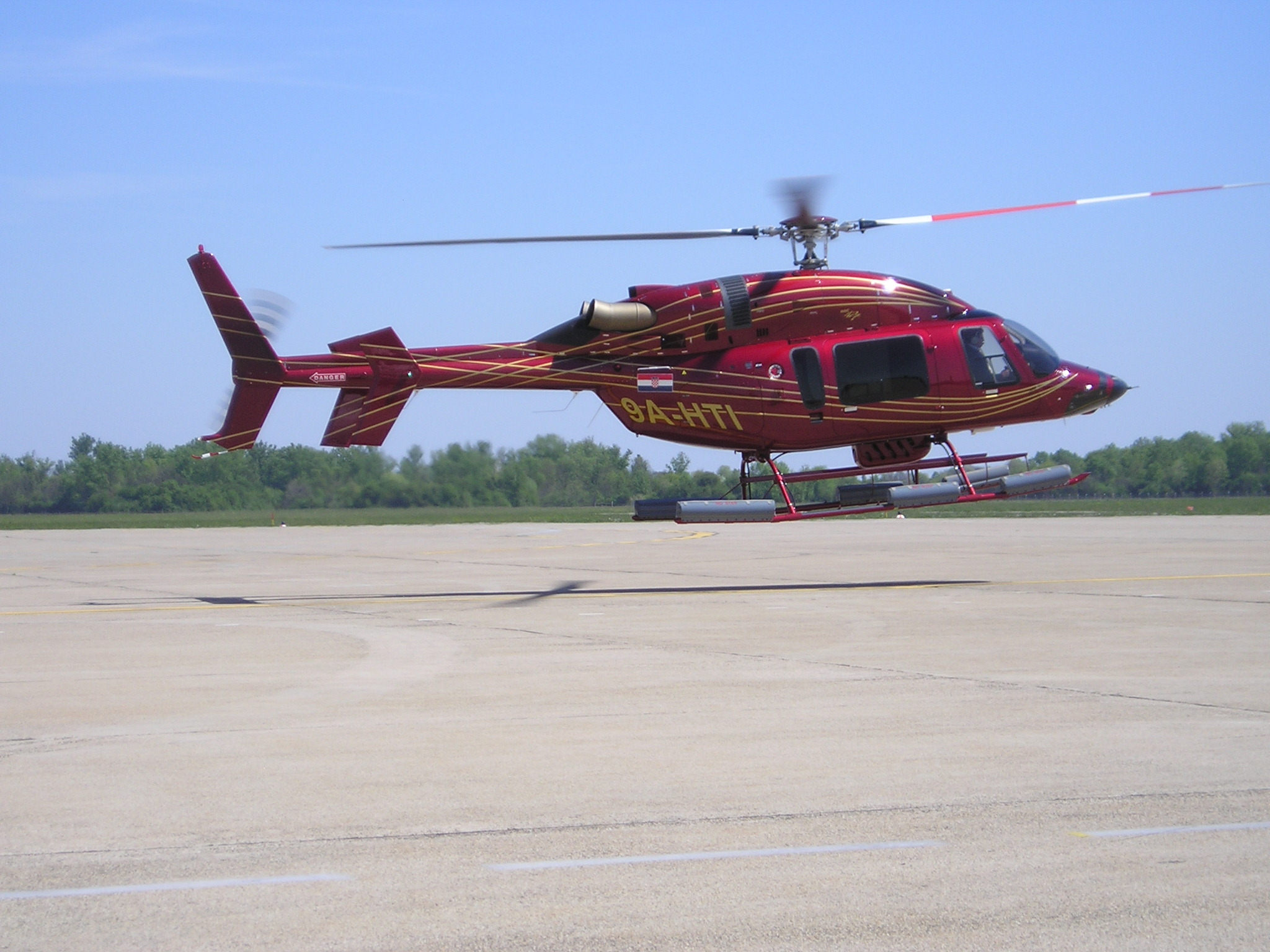
Bell-427 privato croato immatricolato con marche 9A-HTI

## Storia
Durante l'Heli-Expo del 1996 a Dallas, la Bell Helicopter Textron annunciò il progetto di un nuovo elicottero biturbina leggero che andasse a competere sul mercato coi già affermati Agusta A109 Power, MD900 Explorer ed Eurocopter EC135. L'elicottero era derivato dalla famiglia 206 e in particolare, rispetto al Bell 407, era più lungo di 33 cm.
Il primo prototipo volò l'11 dicembre 1997, presso gli stabilimenti Bell a Mirabel, in Canada. Il 19 novembre 1999 il Bell 427 ottenne la certificazione da parte del Transport of Canada e, nel gennaio 2000, da parte della FAA, seguita nel maggio 2000 dalla certificazione Dual Pilot IFR.
La propulsione era affidata a due turbine Pratt & Whitney Canada PW207D, dotate di FADEC e con potenza massima continua di 572 shp l'una. La cabina era in grado di ospitare 7 passeggeri, oltre al pilota, oppure due barelle, più due posti per l'equipaggio medico, della versione eliambulanza.

### Bell 427i
Nel 2004 venne proposta una nuova versione, denominata 427i, con un nuovo glass cockpit e nuovo sistema di navigazione. Inoltre, la fusoliera fu leggermente allungata, vennero potenziati i motori e la trasmissione, ed incrementato il peso massimo al decollo.

## Utilizzo
Il 427 è principalmente utilizzato per trasporto passeggeri, riprese TV, polizia ed elisoccorso.

## Fine della produzione
Gli scarsi risultati di vendite, dovuti in parte ad una cabina troppo piccola rispetto ai concorrenti e il protrarsi del processo della certificazione Single Pilot IFR, convinsero i dirigenti della Bell a confluire le risorse nello sviluppo del nuovo biturbina 429.
La produzione terminò nel 2005 e gli ordini relativi al 427i (circa 80) vennero convertiti nel 429.

## Utilizzatori

### Civili
Angola
- HM Airways

 Austria
- Schider Helicopter Service

 Rep. Ceca
- Czech HEMS - Alfa Helicopter

### Governativi
Argentina
- Entre Rios Police
- Gobierno de Santiago del Estero

 Bahrein
- Bahrain Public Security Force

 Corea del Sud
- Korea Aerospace Industries
- Ministero dei Trasporti sudcoreano

 Nigeria
- Nigerian Police

### Militari
Paraguay
- Fuerza Aérea Paraguaya

1 Bell 427 acquistato usato da un operatore civile statunitense nel 2011, utilizzato per il trasporto VIP.

## Elicotteri comparabili
- Agusta A-109 Power
- Eurocopter EC-135
- Eurocopter EC-145
- Kazan Ansat
- MD Helicopters MD-900 Explorer